# Кайзингер, Феликс
Феликс Кайзингер (нем. Felix Keisinger; род. 29 декабря 1997 ) — немецкий скелетонист, чемпион мира среди юниоров (2019). Член сборной Германии по скелетону. Призёр этапов Кубка мира.

## Спортивная карьера
Скелетоном начал заниматься с 14-ти лет. В сборной с 2014 года. На международной арене дебютировал в Кубке Европы в ноябре 2014 года. Чемпион мира среди юниоров (2019).
На чемпионате мира 2019 года в Канаде стал 13-м.
Лучший результат на этапах Кубка мира 3-место в сезоне 2019/20. На втором этапе, в декабре, в США он сумел показать третье время дня - это первый подиум в карьере.